# Список умерших в 814 году

## Январь
- 28 января — Карл Великий, король франков (768—814), король лангобардов (774—814), герцог Баварии (788—814), император Запада (800—814).

## Февраль
- 18 февраля — Ангильберт, аббат и поэт, член Палатинской академии, святой католической церкви.

## Апрель
- 13 апреля — Крум, хан болгар (802—814).

## Дата смерти неизвестна или требует уточнения
- Гизела, дочь Карла Великого от его брака с Хильдегардой из Винцгау.
- Грифид ап Кинген, наследный принц Поуиса, сын его последнего правителя из старой династии, Кингена ап Каделла.
- Дукум, правитель Болгарии (814).
- Мэн Цзяо, китайский поэт.
- Одо из Меца, архитектор франкского королевства, создатель Палатинской капеллы Карла Великого в Аахене.
- Регинфрид, король Ютландии (812—813).
- Трифин ап Райн, король Диведа (811—814).
- Хуайхай, чаньский мастер времён империи Тан в Китае.